# Raymond Noël Tixier
Pour les articles homonymes, voir Tixier.
Raymond Noël Tixier, né le 25 décembre 1912 à Paris et décédé le 10 mai 1940 à Padoux, est un aviateur français,. Il est également gardien de l'équipe de France de hockey sur gazon ; il a ainsi participé aux Jeux Olympiques de 1936. Il est le frère cadet de Jean-Louis Tixier-Vignancour, avocat et homme politique français d'extrême droite. Il est le fils de Léon Tixier, médecin spécialisé en pédiatrie. Raymond Noël Tixier meurt à Padoux, dans les Vosges : le 10 mai 1940, son avion est abattu par cinq avions allemands.

## Biographie

### Carrière sportive
Plusieurs articles de journaux font référence à la carrière sportive de Raymond Noël Tixier,,.
Raymond Noël Tixier est un gardien remarqué : un article paru dans L'Auto-Vélo du 2 avril 1937, quelques jours après un match contre l'Angleterre, s'intitule même « La méthode Tixier ».

### Éléments en lien avec l'armée et l'aviation
Dès 1934, à peine âgé de 22 ans, Raymond Noël Tixier obtient un brevet de tourisme par équivalence. Pilote professionnel, il a « la faculté d’être mobilisé sur place en 1940, à la Compagnie Air France. » Pourtant, à sa demande, il obtient « d’être détaché comme lieutenant - pilote au groupe de chasse 2/4 (escadrille des Diables Rouges). » Cet acte volontaire d'intégration est confirmé par la citation à l'ordre de l'armée aérienne dont il est l'objet : « Jeune officier pilote affecté récemment sur sa demande à une formation de chasse de l'avant. S'est rapidement fait remarquer par son ardeur et sa haute valeur morale. Le 10 mai 1940, au cours d'un combat engagé contre une forte expédition de bombardement ennemi protégée par des éléments de chasse importants, a trouvé une mort glorieuse à son poste de combat. »
Le vendredi 8 octobre 1948, le corps de Raymond Noël Tixier rejoint le cimetière d'Orsay. Voici le compte-rendu qu'en propose l'hebdomadaire Les Ailes, journal hebdomadaire spécialisé dans l'aviation : « Les obsèques du Lieutenant Raymond Tixier, dont le corps vient d’être ramené en Seine-et-Oise, ont eu lieu hier vendredi 8 octobre, à 15 h 30, à Orsay. Le Lieutenant Raymond Tixier était pilote à la compagnie Air-France et, bien que mobilisable sur place, comme tous les pilotes de cette Compagnie, il avait demandé à être appelé dans l’Aviation de Chasse. Il servit comme lieutenant au Groupe de Chasse 2/4 (Escadrille des Diables Rouges) et fut abattu le 10 mai 1940, en s’attaquant seul, avec son Curtiss, à une patrouille de cinq Messerschmitt-110 ; il est tombé dans les bois de Padoux, près d’Epinal ». » Une stèle est située à Padoux, en bordure de bois. Cette stèle comporte l'inscription suivante : « Ici le 10 mai 1940 est tombé en combat aérien à l'âge de 27 ans Raymond Noël Tixier. S. Lt Pilote Aviateur Escadrille des diables rouges ». »

### Vie privée et familiale
Le 18 novembre 1938, le journal Le Temps annonce les fiançailles de Colette Brasseur et Raymond Noël Tixier. Le mariage a été célébré le 17 février 1939,.